# Johann Michael Friedrich Hirschfeld
Johann Michael Friedrich Hirschfeld, född 1 april 1776 i Thüringen, död 27 januari 1841 i Stockholm, var en tysk valthornist. 
Hirschfeld kom till Sverige på en turné år 1800. Året efter anställdes han i Hovkapellet där han blev kvar till pensioneringen 1833. Åren 1809-1811 innehade han även tjänsten som konsertmästare. Tillsammans med Bernhard Crusell och Frans Preumayr var Hirschfeld bland de mest aktiva i Stockholms konsertliv under 1800-talets första decennier. Crusell komponerade även en hel del musik för sina vänner att framföra.